# Mineralölkohlenwasserstoffe
Mineralölkohlenwasserstoffe (MKW; englisch Mineral Oil Hydrocarbons, MOH) ist ein vor allem in der Umweltanalytik benutzter Begriff für eine Stoffgruppe chemischer Verbindungen aus Kohlenstoff und Wasserstoff, die in Rohölen enthalten sind und aus diesen durch Raffination gewonnen werden können. Es handelt sich um komplexe Mischungen, die lineare, verzweigte, cyclische, gesättigte und ungesättigte aliphatische Kohlenwasserstoffe, aromatische Kohlenwasserstoffe, sowie polare Substanzen wie Phenol und Anilin und deren alkylsubstituierten Homologe in variabler Zusammensetzung enthalten.

## Details
Mineralölkohlenwasserstoffe werden als Lösungsmittel, Heiz- und Schmieröle sowie als Benzin- und Dieselkraftstoffe eingesetzt und sind eine wichtige Gruppe von Schadstoffen. Im Boden sind sie unter geeigneten Bedingungen abbaubar. Im Wasser sind sie völlig unlöslich, so dass die ungelösten Bestandteile eine  Kohlenwasserstoffschicht auf der Oberfläche bilden (Fachausdruck „spreiten“).